# 王海廷
王海廷（1917年7月17日—2002年8月20日），曾用名王清和。宣汉清溪场人。中国人民解放军少将。

## 生平
1933年参加中国工农红军，同年加入中国共产主义青年团。1935年转入中国共产党。第一次国共内战期间，任红三十三军第99师297团共青团团委书记，军政治部政务科科长。参加长征。抗日战争时期，先后任八路军驻山西办事处处长，中共山西省沁县县委书记，太岳区游击队队长兼政治委员，游击队教导员，冀中军区警备旅组织科科长，第6军分区44区队政治委员；参加了反扫荡和百团大战。第二次国共内战时期，任晋察冀军区教导师l团政治委员，晋察冀野战军第4纵队11旅2团政治委员，第10旅第30团政治委员。1948年，任第32团政治委员，第4纵队12旅政治委员。1949年，任第19兵团64军192师政治委员。参加了保北战役、清风店战役、石家庄战役、平津战役、太原战役、宁夏战役。
中华人民共和国成立后，任师政治委员，后率部队参加朝鲜战争，1951年任志愿军第64军191师师长。1953年，起任第64军副军长，外长山要塞区司令员。1964年，晋升为少将军衔。获二级八一勋章、二级独立自由勋章、二级解放勋章。1969年，任旅大警备区副司令员、政治委员，中国民航总局政治委员，旅大警备区顾问。1988年获一级红星功勋荣誉章。2002年8月20日，在沈阳逝世。